# Гаврилов, Василий Тимофеевич
Василий Тимофеевич Гаврилов (1867 — не ранее 1916) — русский военачальник, генерал-лейтенант. Участник военных действий в Китае 1900—1901 гг., русско-японской 1904—1905 гг., Первой мировой войны.

## Биография
Василий Гаврилов родился 6 марта 1867 года; происходил из дворян. Образование получил в Сибирском кадетском корпусе (1884). Окончил 2-е военное Константиновское училище (1886). Выпущен во 2-ю конно-артиллерийскую батарею Забайкальского казачьего войска.
Участник похода в Китай 1900—1901 гг. Окончил Офицерскую артиллерийскую школу. Командир 1-й Забайкальской казачьей батареи (02.09.1903-22.09.1906).
Участник русско-японской войны 1904—1905. Награждён Золотым оружием с надписью «За храбрость» (ВП 23.11.1904) и орденом Святого Георгия 4-й степени (ВП 02.03.1905).
Командир 5-го конно-артиллерийского дивизиона (22.09.1906-05.05.1909). Командир 17-й артиллерийской бригады (с 19.07.1911). На 01.07.1913 в том же чине и должности. Уволен от службы по домашним обстоятельствам, с мундиром и пенсией и с зачислением в пешее ополчение по Санкт-Петербургской губернии (25.10.1913).
После начала Первой мировой войны Василий Тимофеевич Гаврилов был возвращён на службу. Генерал-лейтенант (18.08.1914). Командовал 10-й пехотной дивизией (13.03.1915-18.04.1916). Командир 1-го армейского корпуса (с 18.04.1916).
Точные дата и место смерти Василия Тимофеевича Гаврилова в настоящее время не установлены.

## Послужной список
1.09.1884 — вступил в службу

7.08.1885 — хорунжий

07.08.1889 — сотник

01.08.1894 — подъесаул

01.08.1898 — есаул

8.10.1903 — войсковой старшина

1904 — флигель-адъютант

14.01.1905 — полковник

19.07.1911 — генерал-майор

18.08.1914 — генерал-лейтенант

## Награды
- орден Св. Станислава 2-й степени (1902)
- орден Св. Анны 2-й степени (1904)
- орден Св. Георгия 4-й степени (02.03.1905)
- орден Св. Владимира 4-й степени с мечами и бантом (1905)
- орден Св. Владимира 3-й степени (1909)
- Золотое оружие «За храбрость» (23.11.1904)